# I. Johanna angol királynő

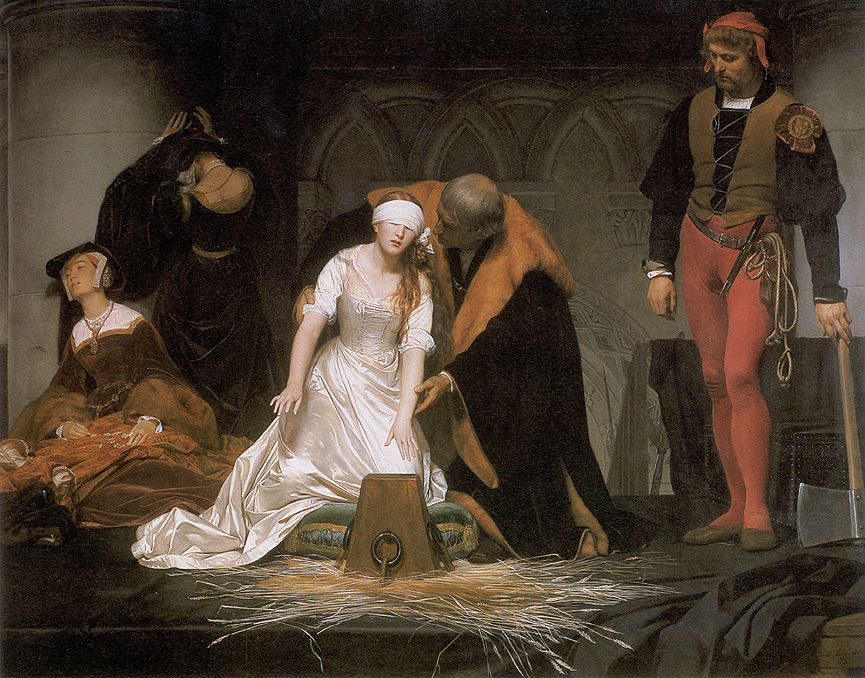
Paul Delaroche: Lady Jane Grey kivégzése (1833), National Gallery, London

Jane Grey (Bradgate House, 1537. október vagy 1537 –‎ Londoni Tower, 1554. február 12.), ragadványneve: a kilencnapos királynő, I. Johanna néven angol és ír királynő 1553. július 6/10-étől 1553. július 19-éig.

## Testvérei
Négy édestestvére (egy csecsemőként meghalt fiú és egy ugyancsak csecsemőként meghalt leány, valamint Catherine és Mary) és anyja második frigyéből még három féltestvére (a csecsemőként meghalt Elizabeth, a kisgyermekként elhunyt Erzsébet[forrás?] és egy halva született fiú) is született.

### Édestestvérei
- Catherine Grey (1540. augusztus 25 - 1568. január 26.), előbb Henry Herbert, majd pedig Edward Seymour felesége, első férjétől nem született gyermeke, második férjétől azonban két fia is született, Thomas és Edward
- Mary Grey (1545 - 1578. április 20.), Thomas Keyes felesége, ám nem született gyermekük.

### Féltestvérei
- Elizabeth Stokes (1554 novembere), halva született
- Elizabeth Stokes (1555. július 16 - 1556. február 7.)
- Egy halva született fiú (1556 decembere)

## Élete
Henry Grey, Suffolk 1. hercege és Lady Frances Brandon harmadik gyermeke, egyben második leánya az öt Grey-testvér közül. 
Jane Greyt kora egyik legműveltebb hölgyeként tartják számon még ma is. Intelligencia és kifinomultság terén csak riválisai, I. Mária és I. Erzsébet vehették fel vele a versenyt a XVI. századi Angliában.
Állítólag szülei terrorban tartották egész gyermekkorában,[forrás?] és még arra is veréssel vették rá, hogy hozzámenjen Guilford Dudleyhoz,[forrás?] akivel előtte nem is látták egymást egy percre sem.
1544-ben lépett érvénybe az ún. „harmadik utódlási törvény”, amely tulajdonképpen VIII. Henrik megelőlegezett végrendelete is volt egyben. Ennek értelmében természetesen Eduárd herceg állt az öröklési sorrend első helyén, ám ha utód nélkül hal meg, utána féltestvére, Mária léphet trónra, és ha ő is gyermektelen marad, akkor örökli utána a koronát húga, Erzsébet hercegnő. VIII. Henrik kihagyta az okiratból lehetséges trónörökösként Frances Brandont, Jane Grey édesanyját, aki Henrik húgának, Máriának volt a leánya. Ugyancsak kizárta az öröklési sorból másik lánytestvére, Margit unokáját, Stuart Mária skót királynőt, mivel nőrokona katolikus hitben élt, és nevelkedett.[forrás?]
1547 februárjában, nem sokkal VIII. Henrik halála után, Jane Thomas Seymour háztartásába került, aki hamarosan nőül vette a király özvegyét, Katherine Parrt. Jane a házaspárral élt, egészen Katherine 1548 szeptemberi haláláig, aki gyermekágyi lázban hunyt el. Jane-t, aki VIII. Henrik húgának, Mária hercegnőnek volt az unokája, és a protestáns vallás buzgó híve, VI. Eduárd utódjává nevezte ki, apja intézkedéseivel ellentétben, nővéreinek, Máriának és Erzsébetnek mellőzésével. Eduárd király nem nősült meg, és utódai sem születtek, ezért úgy döntött, inkább választja örököséül ugyancsak protestáns vallású rokonát, Jane-t, mint saját nővérét, a buzgó katolikus Mária hercegnőt. 1553 nyarán VI. Eduárd haldoklott, ezért igyekezett minél gyorsabban és eredményesebben rendezni az utódlás témakörét, még mielőtt meghalna, s megkezdődnének a trónviszályok a kizárólag női örökösök között. Először úgy képzelte el, hogy Jane és két húga fiúgyermekeire hagyományozza a koronát, ám sajnos már nem maradt elég idő ahhoz, hogy a három fiatalasszony gyermeket szüljön, mivel Jane és Catherine akkor még csak alig két hónapja voltak férjnél. Így a király végül annál a megoldásnál maradt, hogy Jane lesz az utódja Anglia trónján.[forrás?]
Eduárdot John Dudley, Northumberland hercege beszélte rá erre a lépésre; legifjabb fia, Guilford Dudley Jane Grey férje volt, habár előtte az is kilátásban volt már, hogy Jane férje Edward Seymour legidősebb fia, Lord Hertford lesz majd (Jane apja ajánlotta fel lányát mint Hertford leendő menyasszonyát), sőt, még maga Thomas Seymour neve is felmerült mint lehetséges kérő, ám őt még 1548 végén letartóztatták felségárulás vádjával, ugyanis VI. Eduárd rossz néven vette, hogy Thomas úgy akart Anglia királya lenni mint a trónörökös, Jane Grey férje. Végül Guilford Dudley lett a lány vőlegénye, az eljegyzésre 1553 tavaszán került sor. A pár végül 1553. május 21-én kelt egybe, a Durham House-ban. Aznap rajtuk kívül még két frigy is megköttetett: Jane húga, Catherine Grey Pembroke grófjához, míg Guilford Dudley testvére, Katherine Huntingdon grófjának fiához ment nőül.[forrás?]
VI. Eduárd halála után (1553. július 6.) a northumberlandi herceg csakugyan kikiáltatta Jane Greyt királynőnek.[forrás?]
Mivel az angolokat felháborította a northumberlandi herceg eljárásának törvénytelensége, mihelyt Mária, VI. Edward idősebb nővére Norfolkban magát hívei által királynőnek kiáltatta ki, a titkos tanács, a főváros, a hajóhad és a grófságok legnagyobb része hozzá csatlakozott. Maga Northumberland is, csapataitól elhagyatva, behódolt Máriának, mire ő bevonult Londonba, s Jane Greyt férjével, apjával és apósával együtt azonnal a Towerbe záratta. Northumberlandet már augusztus 22-én kivégezték, ellenben Henry Grey, Suffolk hercege, Jane Grey apja visszanyerte szabadságát. Jane Greyre és férjére kimondták ugyan a halálos ítéletet, de nem hajtották végre, és szigorú őrizet alatt a Towerben maradtak. (Guilford két bátyját és a volt canterburyi érseket, Thomas Cranmert is fogságba vetették, amiért nem támogatták Mária királynővé választását. Az ellenük folyó perre 1553. november 13-án került sor, London városában. A nemesekből álló bíróság elnökei Sir Thomas White és Norfolk 3. hercege voltak. Rajtuk kívül még jelen volt Derby 3. grófja, és Bath 2. grófja is. Habár Mária királynő igyekezett elkerülni, hogy halálra ítélje rokonát, Jane-t, ám a bírák bűnösnek találták, mivel kilenc napos rövid uralma alatt úgy írta alá az ország ügyeivel kapcsolatos iratokat mint „Jane királynő”. Mária szerette volna azt hinni, hogy Jane-t valóban akaratán kívül tette meg királynőnek a lány hatalomra éhes apósa, Northumberland hercege, ám a főnemesekből álló bizottság végül meggyőzte az uralkodónőt Jane felelősségéről.[forrás?]
Amikor 1554 februárjában Suffolk herceg a Mária megbuktatására irányuló, ifjabb Thomas Wyatt-féle felkeléshez csatlakozott, Mária Jane Greyt férjével együtt kivégeztette (1554. február 12.. Először nem tudták eldönteni, hogy máglyahalálra, vagy lefejezésre ítéljék-e a megbuktatott királynőt, ám Mária végül „kegyesen” fővesztést rendelt el számára, ami egy sokkal gyorsabb és humánusabb formája volt a kivégzésnek.[forrás?]
A királynő 1554. február 9-re tűzte ki Jane kivégzését, ám az utolsó pillanatban három nappal elhalasztotta, hogy a lady lehetőséget kapjon áttérni a katolikus hitre, mellyel megmenthette volna saját életét. Ennek érdekében Mária elküldte Jane-hez saját udvari káplánját, John Feckenhamet, hogy meggyőzze a ladyt az áttéréssel kapcsolatban, ám a lány hajthatatlannak bizonyult ebben a kérdésben. Február 12-én reggel Guilford lépett először a vérpadra a Tower Hillen, ahol fejét vették. Nem sokkal később Jane következett, őt a Tower Green-re vezették, ahol pallos végzett vele is.[forrás?]
Jane-t és férjét a Szent Péter kápolnában helyezték végső nyugalomra, a Tower Green északi oldalán. Február 19-én Jane apját is lefejezték, halála után özvegye, Frances Grey újból férjhez ment, ezúttal a királynő főlovászmesteréhez, Adrian Stokeshoz, 1555 márciusában. Mária megengedte, hogy az asszony az udvarnál maradhasson két életben maradt leányával, Catherine-nel és Maryvel. Lady Frances 1559. november 20-án hunyt el, 42 éves korában.[forrás?]
Életéről Lady Jane (1986) címmel készült film Helena Bonham Carter és Cary Elwes főszereplésével. Jane Greyre úgy emlékszik vissza az utókor mint protestáns mártírra, amire John Foxe is utal Mártírok könyve című művének legtöbb fejezetében. Emellett számos novella, film, romantikus életrajz, színdarab és festmény született még a tragikus sorsú királynő kilenc napos uralmáról, s annak előzményeiről.[forrás?]